# Українська селищна територіальна громада
Українська селищна територіальна громада — територіальна громада в Україні, в Синельниківському районі Дніпропетровської області. Адміністративний центр — селище Українське.
Площа громади — 267,8 км², населення — 2672 мешканці (2018).
Утворена 18 вересня 2017 року шляхом об'єднання Троїцької та Української сільських рад Петропавлівського району.
19 липня 2020 року, в результаті адміністративно-територіальної реформи та ліквідації Петропавлівського району, громада увійшла до складу Синельниківського району.

## Населені пункти
До складу громади входять 1 селище (Українське) і 7 сіл: Василівка, Вереміївка, Зелений Гай, Мар'янка, Новоселівка, Новохорошевське та Троїцьке.